# Чемпіонат Європи з кросу 1996
Чемпіонат Європи з кросу 1996 був проведений 15 грудня в бельгійському Шарлеруа.

## Призери

### Чоловіки
| Першість | Золото | Золото  | Срібло                                                                                     | Срібло | Бронза | Бронза |
| -------- | --- | ------- | ------------------------------------------------------------------------------------------ | ------ | --- | ------ |
| Особиста | Джон Браун Велика Британія                                                                                    | 32.37   | Паулу Герра Португалія                                                                     | 33.12  | Мустафа Ессаїд Франція                                                                                                 | 33.19  |
| Командна | Португалія Паулу Герра (2) Едуарду Енрікеш (5) Вітор Алмейда (9) Жозе Регалу (11) Антоніу Пінту Жуан Жункейра | 27 очок | Франція Мустафа Ессаїд (3) Ян Мійон (8) Седрік Деук (17) Мохамед Еззер (19) Тьєррі Пантель | 47     | Бельгія Венсан Руссо (7) Марк Вандерстратен (14) Кун ван Рі (15) Ерік Буфф'ю (23) Єррі ван ден Еде Стефан ван ден Брук | 59     |

### Жінки
| Першість | Золото                                                                                | Золото  | Срібло                                                                                           | Срібло | Бронза                                                                                           | Бронза |
| -------- | ------------------------------------------------------------------------------------- | ------- | ------------------------------------------------------------------------------------------------ | ------ | ------------------------------------------------------------------------------------------------ | ------ |
| Особиста | Сара Ведлунд Швеція                                                                   | 17.04   | Хулія Вакеро Іспанія                                                                             | 17.14  | Аннемарі Санделл Фінляндія                                                                       | 17.19  |
| Командна | Франція Янна Убуху (7) Лоранс Вів'є (9) Кріссі Жирар (11) Лоранс Дюкенуа Едвіж Пітель | 27 очок | Велика Британія Гейлі Гейнінг (8) Андреа Віткомб (14) Сюзанн Рігг (17) Люсі Елліотт Гейлі Єллінг | 39     | Бельгія Аня Смолдерс (10) Веронік Коллар (15) Ліве Слегерс (18) Анне-Марі Даннелс Марлен Рендерс | 43     |

## Медальний залік
| Місце               | Країна              | Золото | Срібло | Бронза | Загалом |
| ------------------- | ------------------- | ------ | ------ | ------ | ------- |
| 1                   | Франція             | 1      | 1      | 1      | 3       |
| 2                   | Велика Британія     | 1      | 1      | 0      | 2       |
| 2                   | Португалія          | 1      | 1      | 0      | 2       |
| 4                   | Швеція              | 1      | 0      | 0      | 1       |
| 5                   | Іспанія             | 0      | 1      | 0      | 1       |
| 6                   | Бельгія             | 0      | 0      | 2      | 2       |
| 7                   | Фінляндія           | 0      | 0      | 1      | 1       |
| Загалом (7 збірних) | Загалом (7 збірних) | 4      | 4      | 4      | 12      |

## Українці на чемпіонаті
| Місце | Атлет                                  | Результат |
| ----- | -------------------------------------- | --------- |
| 58    | Сергій Лебідь Дніпропетровська область | 35.56     |
| 50    | Андрій Наумов Донецька область         | 36.15     |
| 81    | Микола Рудик Вінницька область         | 36.48     |
| 87    | Станіслав Лазюта Чернівецька область   | 37.17     |

| Місце | Атлетка                              | Результат |
| ----- | ------------------------------------ | --------- |
| 49    | Світлана Мірошник Харківська область | 18.34     |
| 60    | Римма Дубовик Миколаївська область   | 19.07     |
| 67    | Юлія Голобородько Донецька область   | 19.34     |
| 70    | Тетяна Кривобок Донецька область     | 19.47     |